# Gabara depunctata
Gabara depunctata là một loài bướm đêm trong họ Erebidae.